# Angelo Cella
Angelo Cella (Gorgo al Monticano, 20 dicembre 1923 – Roma, 27 maggio 2008) è stato un vescovo cattolico italiano, primo vescovo di Frosinone-Veroli-Ferentino.

## Biografia
Compiuti gli studi umanistici presso il seminario di Vittorio Veneto, nel 1943 entrò nella congregazione dei Missionari del Sacro Cuore di Gesù.
Licenziatosi in filosofia e teologia presso la Pontificia Università Gregoriana, fu ordinato sacerdote a Roma il 18 dicembre 1948. Dal 1949 al 1956 fu prima insegnante e poi responsabile della casa di formazione dei chierici della sua congregazione. Nel 1956 venne nominato parroco della comunità di Santa Teresa di Gesù Bambino a Palermo.
Durante il suo servizio parrocchiale svolse anche importanti incarichi quali: direttore spirituale del seminario maggiore di Palermo (ebbe tra i suoi figli spirituali anche il beato don Pino Puglisi), vicario episcopale per la pastorale, segretario aggiunto della Conferenza episcopale siciliana.
Il 26 luglio 1975 venne eletto vescovo titolare di Vissalsa e deputato quale ausiliare e vicario generale dell'arcidiocesi di Palermo all'epoca dell'episcopato del cardinale Salvatore Pappalardo. Ricevette la consacrazione episcopale il 7 ottobre successivo nella cattedrale di Palermo.
Il 6 giugno 1981 fu nominato vescovo di Veroli-Frosinone e Ferentino, allora unite in persona episcopi.
Il 30 settembre 1986 divenne primo vescovo di Frosinone-Veroli-Ferentino, la diocesi risultante dalla piena unione. Il suo ministero episcopale in terra ciociara fu contrassegnato da una particolare attenzione al mondo giovanile e da una riscoperta del ruolo del laicato alla luce degli insegnamenti del Concilio Vaticano II.
Il 9 luglio 1999 rassegnò le dimissioni dal governo pastorale della diocesi per raggiunti limiti d'età e divenne vescovo emerito.
Morì a Roma il 27 maggio 2008 all'età di 84 anni.

## Genealogia episcopale
La genealogia episcopale è:
- Cardinale Scipione Rebiba
- Cardinale Giulio Antonio Santori
- Cardinale Girolamo Bernerio, O.P.
- Arcivescovo Galeazzo Sanvitale
- Cardinale Ludovico Ludovisi
- Cardinale Luigi Caetani
- Cardinale Ulderico Carpegna
- Cardinale Paluzzo Paluzzi Altieri degli Albertoni
- Papa Benedetto XIII
- Papa Benedetto XIV
- Papa Clemente XIII
- Cardinale Marcantonio Colonna
- Cardinale Giacinto Sigismondo Gerdil, B.
- Cardinale Giulio Maria della Somaglia
- Cardinale Carlo Odescalchi, S.I.
- Cardinale Costantino Patrizi Naro
- Cardinale Lucido Maria Parocchi
- Papa Pio X
- Cardinale Gaetano De Lai
- Cardinale Raffaele Carlo Rossi, O.C.D.
- Cardinale Amleto Giovanni Cicognani
- Cardinale Salvatore Pappalardo
- Vescovo Angelo Cella